# Biniki, la dragona rosa
Biniki, la dragona rosa (ピュア島の仲間たち, Pyuatō no Nakama-tachi, lit: 'Amics de l'illa Pura') és una sèrie d'anime produïda per ZUIYO Enterprise, estrenada l'1 de juliol de 1983 a l'emissora NTV i finalitzada el 23 de desembre del mateix any. La sèrie està basada en Serendipity, una col·lecció de llibres escrits per Stephen Cosgrove. Yōichi Kotabe es va encarregar del disseny de personatges de la versió animada.
La sèrie segueix les aventures d'un noi que naufraga en una illa deserta, on troba un ou de color rosa del qual neix Biniki, la dragona rosa.
A Catalunya la sèrie es va emetre en català al Circuit Català de TVE-2 el 10 de setembre de 1986.

## Història
En Boubi (Kona a la versió original), és un nen que està en un viatge exploratori a l'oceà Antàrtic, juntament amb els seus pares. No obstant això, un accident el separa de la seva família, i es troba vagant a mar obert, aferrat a un iceberg i en companyia d'un enorme i misteriós ou rosa. Tant l'ou com en Boubi són transportats pel corrent a una illa anomenada Illa Pura al mar del Sud, un paradís terrenal, poblat per criatures fantàstiques i estranyes, governat per una reina sirena anomenada Lola. Poc després, de l'ou en neix la Biniki, una gran dragona de mar rosa amb una cresta verda. La Biniki i en Boubi decideixen quedar-se a l'illa per protegir els seus habitants del cruel capità Smudge, que té la intenció d'envair-la i robar la Llàgrima de la Sirena, el preciós tresor de l'illa.

## Doblatge
| Personatge    | Japonès        | Català             |
| ------------- | -------------- | ------------------ |
| Biniki        | Mari Okamoto   | Carme Abril        |
| Boubi         | Michiko Nomura | Maria Josep Guasch |
| Pila-Pila     | Yuji Mitsuya   | Maria Moscardó     |
| Capità Smudge | Kōsei Tomita   |                    |
| Narrador      | Rikka Ayasaki  | Jordi Vilaseca     |